# Ель-Карім-ель-Джанубі
Ель-Карім-ель-Джанубі, Ель-Карім Західний (англ. Al-Kareim al-Janoubi, араб. كريم الجنوبي) — поселення в Сирії, що об'єднує невеличку друзьку общину в нохії Ес-Санамейн, яка входить до складу мінтаки Ес-Санамейн у південній сирійській мухафазі Дар'а.